# キエーティ
キエーティ（イタリア語: Chieti ( 音声ファイル)）は、イタリア共和国アブルッツォ州にある都市で、その周辺地域を含む人口約5万1000人の基礎自治体（コムーネ）。キエーティ県の県都である。
16世紀、戦国時代の日本を訪れたイエズス会宣教師・ヴァリニャーノの出身地である。

## 名称
Chieti は [ˈkjɛti]  あるいは [ˈkjeti] と発音される。日本語文献では「キエーティ」のほか、「キエティ」とも記される。

## 地理

### 位置・広がり
キエーティ県最北部に位置し、北にペスカーラ県と境界を接する。ペスカーラから南南東へ約13km、県第二の都市ランチャーノから北西へ約24km、州都ラクイラから東へ約63km、首都ローマから東北東へ約149kmの距離にある。

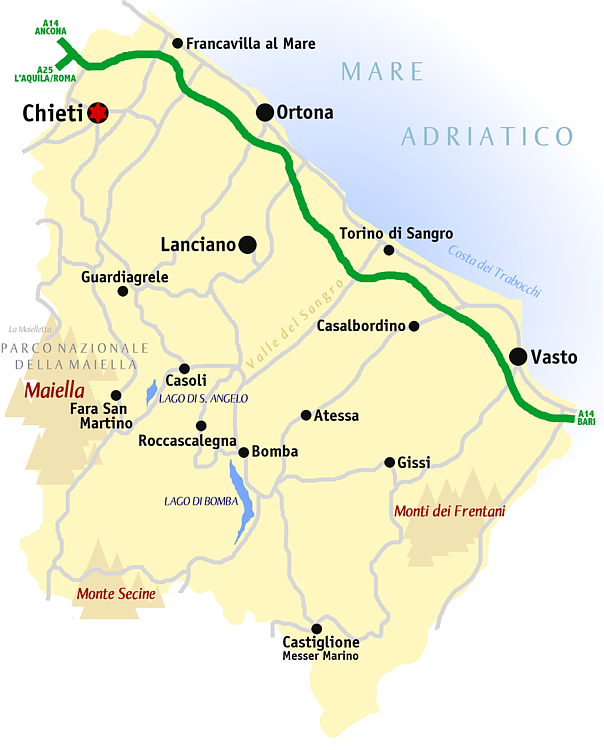
キエーティ県概略図

#### 隣接コムーネ
隣接するコムーネは以下の通り。PEはペスカーラ県所属。
- ペスカーラ (PE) - 北
- サン・ジョヴァンニ・テアティーノ - 北
- トッレヴェッキア・テアティーナ - 北東
- フランカヴィッラ・アル・マーレ - 北東
- リーパ・テアティーナ - 東
- ブッキアーニコ - 南
- カザリンコントラーダ - 南
- マノッペッロ (PE) - 南西
- ロシャーノ (PE) - 南西
- チェパガッティ (PE) - 西

### 地勢
ペスカーラ川 (Aterno-Pescara) の下流右岸（東側）に位置し、北へ15キロほどでアドリア海に至る。MajellaやGran Sasso d'Italiaといった山を背後に控えている。

### 主要な都市・集落
キエーティの都市は旧市街地と新市街地からなる。旧市街地は丘陵上にあり、キエーティ・アルタ（Chieti Alta）と呼ばれる。ペスカーラ川沿いの低地には新市街地が広がり、キエーティ・スカロ（Chieti Scalo）と呼ばれる。
郊外には、市域北東部にフォンテキアーロ・ダ・カーポ（Fontechiaro da Capo）やクローチェフィッソ（Crocefisso）、南西部にカゾーネ・デル・トラットゥーロ（Casone del Tratturo）やブレッチャローラ（Brecciarola）などの集落がある。

## 歴史

### 古代
古代、この町は好戦的なマルチーニ人 (Marrucini) の拠点であり、テアテ（Theate Marrucinorum） と呼ばれた。古代ギリシャの地理学者ストラボンによれば、この都市はもともとアルカディア人によって作られ、Tegeate と呼ばれていたという。
マルチーニ人はローマに敗北し、その後はその忠実な同盟者となった。同盟市戦争後はローマ共和国の市民権を獲得した。ローマ帝国時代には6万の人口を数えた。

### 中世・近世
西ローマ帝国が崩壊すると、都市は西ゴート人やヘルリ人 (Heruli) による破壊を受けた。その後、ランゴバルド王国の総督 (Gastald) の所在地となった。フランク王国のピピン3世によって破壊を受けたのち、ベネヴェント公国 (Duchy of Benevento) の封土となった。
ノルマン人の南イタリア支配（シチリア王国・ナポリ王国）の下、キエーティは政治的・経済的な重要性をいくらか取り戻した。17世紀には対抗宗教改革の庇護の下で文化的・建築的な繁栄を迎えたが、1656年の疫病の流行で打撃を受けることになる。18世紀には、町にはいくつかの学校が設立された。
ナポレオン戦争中の1806年、フランス人の手によって要塞化が行われた。1860年、イタリア王国の一部となった。

### 近代
第二次世界大戦中のキエーティは、ローマ同様に無防備都市を宣言したため連合軍による爆撃を受けず、周辺の町村から避難民が集まった。ドイツ軍が撤退した翌日の1944年6月4日に連合軍が入城した。

## 行政

### 行政区画
キエーティには以下の分離集落（フラツィオーネ）がある。
- Bascelli, Brecciarola, Buonconsiglio-Fontanella, Carabba, Cerratina, Chieti Scalo, Colle dell'ara, Colle Marcone, Crocifisso, De Laurentis Vallelunga, Filippone, Fonte Cruciani, Iachini, La Torre, Madonna del Freddo, Madonna della Vittoria, Santa Filomena, Selvaiezzi, Vacrone Cascini, Vacrone Colle San Paolo, Vacrone Villa Cisterna, Vallepara, Villa Obletter, Villa Reale, San Salvatore

## 文化・観光

サン・ジュスティーノ大聖堂の鐘楼

サン・ジュスティーノ大聖堂
ゴシック様式のサン・ジュスティーノ大聖堂 (it:Cattedrale di San Giustino) は、1069年に 司教 Attone 1世によって再建されたものである。地下部分はロマネスク様式が残されている。鐘楼は14世紀に大きなものに改修された。いくつかの地震を受けては改修を繰り返し、17世紀後半から18世紀にはバロック様式での再建を受けている。この大聖堂は、キエーティ・ヴァスト大司教区 (Roman Catholic Archdiocese of Chieti-Vasto) の大司教座である。
サンフランシスコ・アル・コルソ教会
1239年創建。ファサードは不完全ながらバロック様式を見せる。
ローマ時代の遺跡
聖ピエトロ・聖パオロ教会とその周辺の家々の基礎となっている網様 (Opus reticulatum) の煉瓦積みは、1世紀のもので、M. Vectius Marcellus（大プリニウスの『博物誌』に言及がある）とHelvidia Priscilla によって建設された建物の基礎である。キエーティにはこのほか、古代の貯水池跡や劇場跡がある。

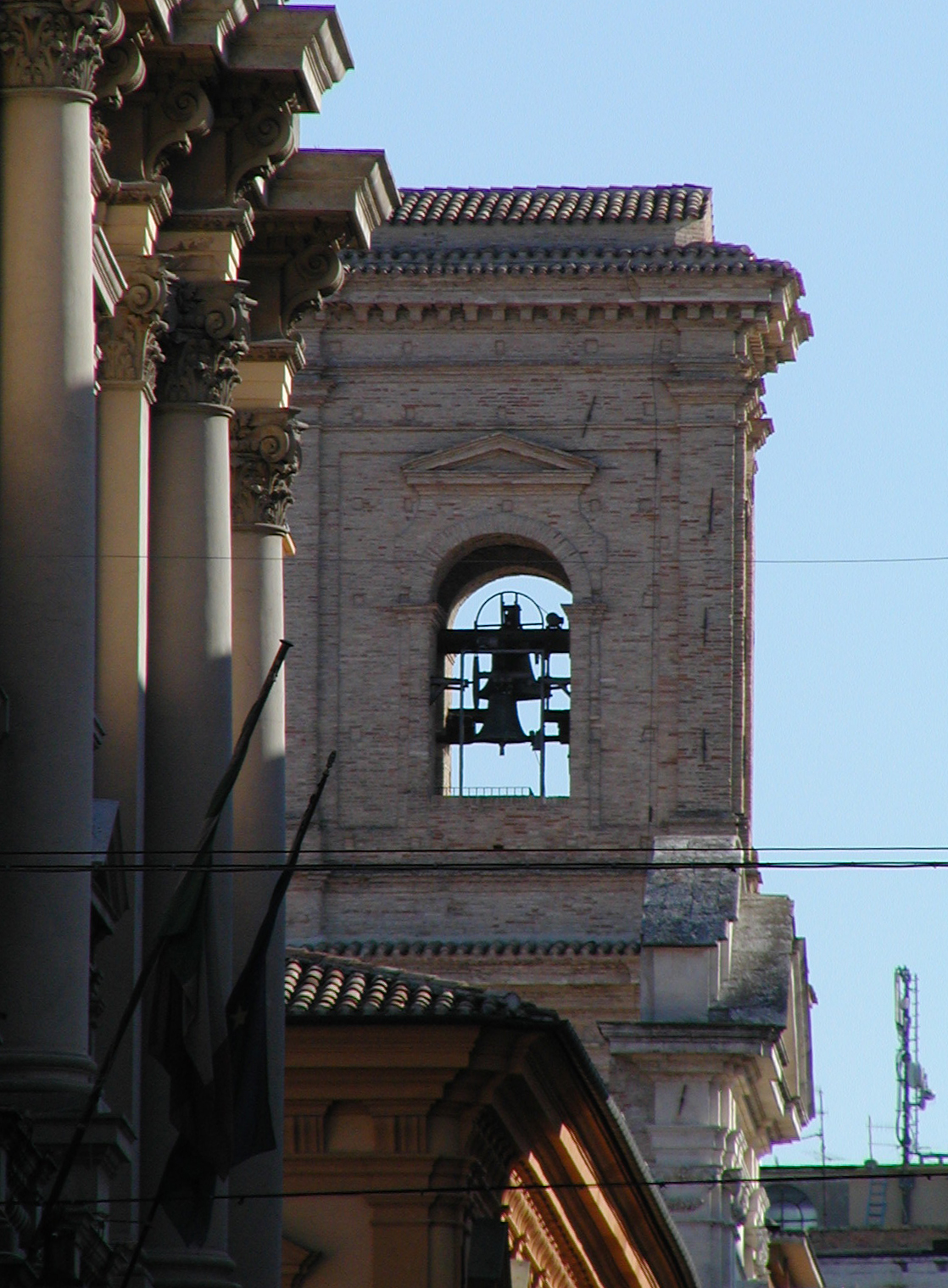
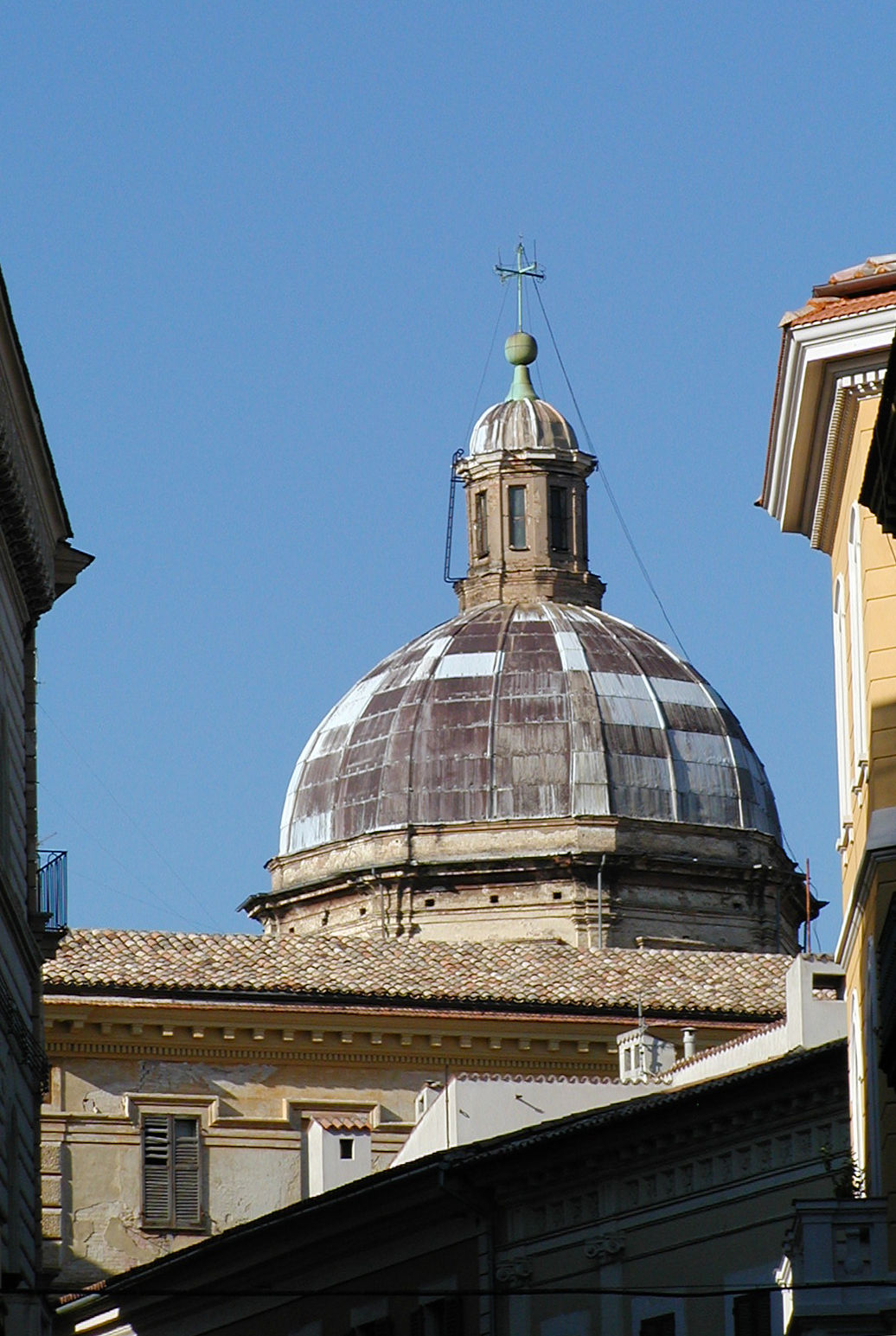
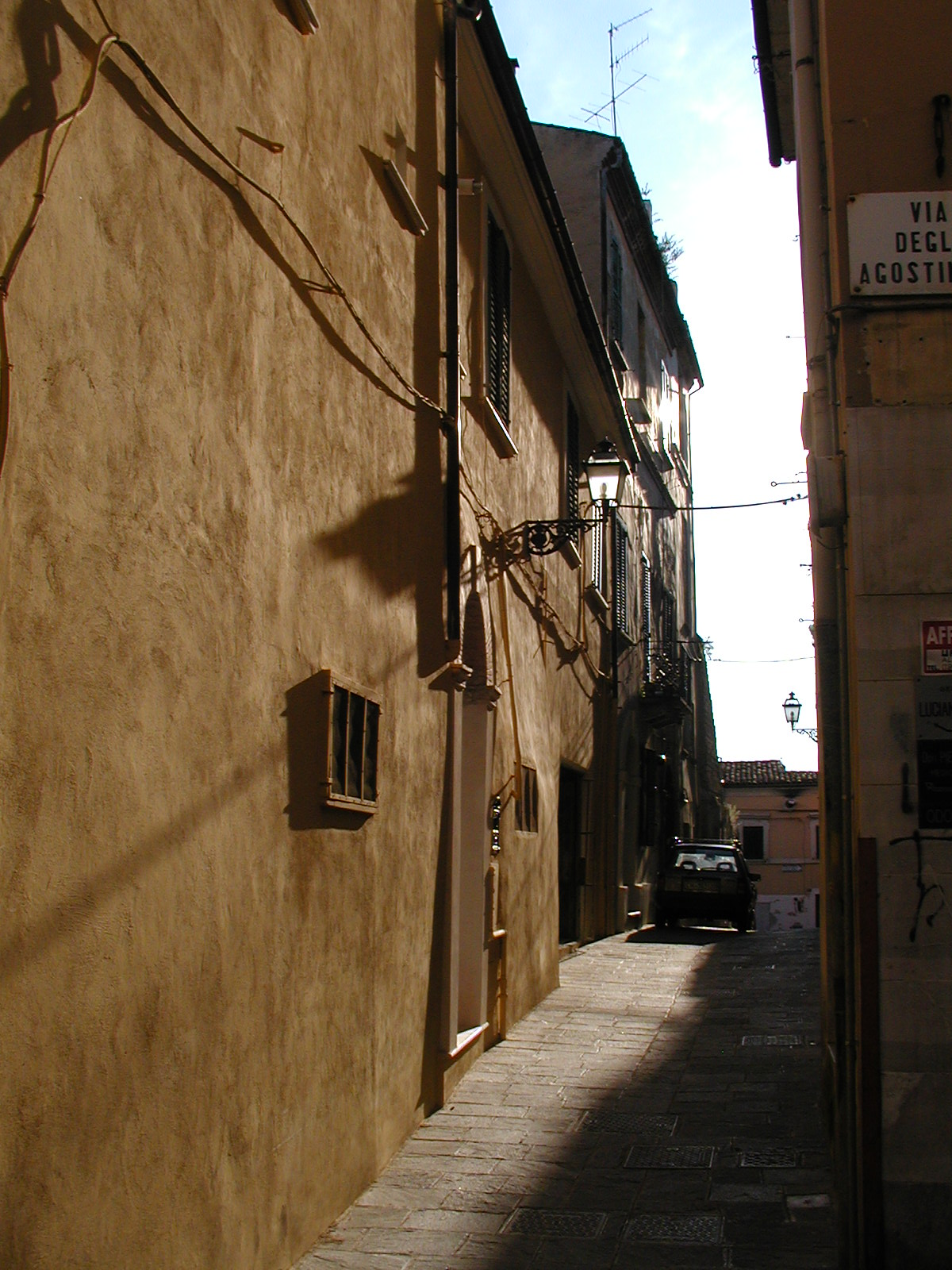

## 教育
- キエーティ大学 (University of Chieti)

## 人物

### 著名な出身者
- ガイウス・アシニウス・ポッリオ -  紀元前1世紀の政治家・歴史家。
- アレッサンドロ・ヴァリニャーノ - 16世紀のイエズス会宣教師。
- セルジオ・マルキオンネ - 実業家。